# Palladium(II)-sulfat
Palladium(II)-sulfat ist eine anorganische chemische Verbindung des Palladiums aus der Gruppe der Sulfate.

## Gewinnung und Darstellung
Palladium(II)-sulfat-hydrat kann durch Reaktion von Palladium(II)-nitrat mit Schwefelsäure bei 80 °C gewonnen werden. Durch Umsetzung des Hydrates mit konzentrierter Schwefelsäure bei 250 °C lässt sich das Anhydrat gewinnen.

## Eigenschaften
Palladium(II)-sulfat ist ein rotbrauner Feststoff, der in Wasser hydrolysiert und in verdünnter Schwefelsäure schlecht löslich ist. Der Kristallstruktur ist monoklin in der Raumgruppe C2/c (Raumgruppen-Nr. 15). Hierbei ist jedes Palladiumatom quadratisch-planar von vier Sulfationen koordiniert, die ihrerseits an drei weitere Palladiumatome gebunden sind.